# Dexia breviciliata
Dexia breviciliata là một loài ruồi trong họ Tachinidae.